# Olympische Sommerspiele 1972/Radsport – Mannschaftszeitfahren Straße (Männer)
Das Mannschaftszeitfahren der Männer bei den Olympischen Spielen 1972 in München fand am 29. August 1972 statt. Es gingen 35 Nationen mit je vier Athleten an den Start, was eine Gesamtzahl von 140 Athleten ergab.
Olympiasieger wurde die Mannschaft der Sowjetunion mit Waleri Jardy, Gennadi Komnatow, Waleri Lichatschow, Boris Schuchow. Die Silbermedaille sicherten sich die Polen und das drittplatzierte niederländische Team (den Hertog, Kuiper, Priem und van den Hoek) wurde disqualifiziert und die Bronzemedaillen aberkannt, da Aad van den Hoek gedopt war. Damit blieb der dritte Platz unbesetzt.

## Streckenverlauf
Das 100-Kilometer-Mannschaftszeitfahren wurde auf dem damaligen Autobahnabschnitt München-Lindau (heute: Autobahn A 95 München-Garmisch) mit einer maximalen Steigung von 3,7 Prozent ausgetragen. Start-Zielbereich war zwischen dem Autobahndreieck Starnberg und der Ausfahrt Schäftlarn. Der Abstand der Mannschaften beim Start betrug zwei Minuten, die Startreihenfolge wurde ausgelost. Zuletzt, im Abstand von vier Minuten, gingen die zehn ersten Mannschaften der Weltmeisterschaft von 1971 auf die Strecke.

## Ergebnisse
| Rang | Athleten                                                                                       | Zeit        |
| ---- | ---------------------------------------------------------------------------------------------- | ----------- |
| 1    | Sowjetunion Waleri Jardy Gennadi Komnatow Waleri Lichatschow Boris Schuchow                    | 2:11:17,8 h |
| 2    | Polen Lucjan Lis Edward Barcik Stanisław Szozda Ryszard Szurkowski                             | 2:11:47,5 h |
| DSQ  | Niederlande Fedor den Hertog Hennie Kuiper Cees Priem Aad van den Hoek                         | 2:12:27,1 h |
| 4    | Belgien Ludo Delcroix Gustaaf Hermans Gustaaf Van Cauter Louis Verreydt                        | 2:12:36,7 h |
| 5    | Norwegen Thorleif Andresen Arve Haugen Knut Knudsen Magne Orre                                 | 2:13:20,7 h |
| 6    | Schweden Lennart Fagerlund Tord Filipsson Leif Hansson Sven-Åke Nilsson                        | 2:13:36,9 h |
| 7    | Ungarn Tibor Debreceni Imre Géra József Peterman András Takács                                 | 2:14:18,8 h |
| 8    | Schweiz Gilbert Bischoff Bruno Hubschmid Roland Schär Ueli Sutter                              | 2:14:33,6 h |
| 9    | Italien Osvaldo Castellan Pasqualino Moretti Francesco Moser Giovanni Tonoli                   | 2:14:36,2 h |
| 10   | Österreich Siegfried Denk Roman Humenberger Rudolf Mitteregger Johann Summer                   | 2:14:48,5 h |
| 11   | Dänemark Jørgen Emil Hansen Junker Jørgensen Jørn Lund Jørgen Marcussen                        | 2:15:25,1 h |
| 12   | Spanien Jaime Huélamo Carlos Melero José Teña José Viejo                                       | 2:15:37,7 h |
| 13   | Tschechoslowakei Miloš Hrazdíra Jiří Mainuš Petr Matoušek Vlastimil Moravec                    | 2:16:15,4 h |
| 14   | Großbritannien Phil Bayton John Clewarth Phil Edwards Dave Lloyd                               | 2:16:18,0 h |
| 15   | Vereinigte Staaten Richard Ball John Howard Ron Skarin Wayne Stetina                           | 2:17:06,4 h |
| 16   | Kuba Gregorio Aldo Arencibia Roberto Menéndez Pedro Rodríguez Raúl Marcelo Vázquez             | 2:17:24,5 h |
| 17   | Australien Donald Allan Graeme Jose Clyde Sefton John Trevorrow                                | 2:18:00,4 h |
| 18   | Frankreich Henri Fin Claude Magni Jean-Claude Meunier Guy Sibille                              | 2:18:19,3 h |
| 19   | Finnland Kalevi Eskelinen Harry Hannus Mauno Uusivirta Ole Wackström                           | 2:18:25,2 h |
| 20   | BR Deutschland Johannes Knab Algis Oleknavicius Rainer Podlesch Erwin Tischler                 | 2:18:27,8 h |
| 21   | Jugoslawien Cvitko Bilić Radoš Čubrić Jože Valenčič Janez Zakotnik                             | 2:18:28,0 h |
| 22   | Kolumbien Fabio Acevedo Fernando Cruz Henry Cuevas Miguel Samacá                               | 2:18:36,9 h |
| 23   | Kanada Gilles Durand Brian Chewter Jack McCullough Tom Morris                                  | 2:19:39,2 h |
| 24   | Türkei Mevlüt Bora Erol Küçükbakırcı Ali Hüryılmaz Seyit Kırmızı                               | 2:19:56,6 h |
| 25   | Mexiko Agustín Alcántara Antonio Hernández Francisco Huerta Francisco Vázquez                  | 2:21:12,0 h |
| 26   | Irland Liam Horner Peter Doyle Kieron McQuaid Noel Teggart                                     | 2:21:37,8 h |
| 27   | Uruguay Jorge Jukich Lino Benech Alberto Rodríguez Walter Tardáguila                           | 2:21:57,7 h |
| 28   | Äthiopien Mehari Okubamicael Rissom Gebre Meskei Fisihasion Ghebreyesus Tekeste Woldu          | 2:28:39,3 h |
| 29   | Trinidad und Tobago Patrick Gellineau Clive Saney Anthony Sellier Vernon Stauble               | 2:29:15,2 h |
| 30   | Peru Bernardo Arias Gilberto Chocce Fernando Cuenca Carlos Espinoza                            | 2:30:57,5 h |
| 31   | Malta Alfred Tonna Louis Bezzina Joseph Said John Magri                                        | 2:31:40,1 h |
| 32   | Iran Khosro Haghgosha Mohamed Khodavand Gholam Hossein Koohi Behrouz Rahbar                    | 2:34:30,7 h |
| 33   | Kamerun Jean Bernard Djambou Joseph Evouna Joseph Kono Nicolas Owona                           | 2:40:10,3 h |
| 34   | Thailand Sataporn Kantasa-Ard Pinit Koeykorpkeo Sivaporn Ratanapool Panya Singprayool-Dinmuong | 2:41:42,0 h |
| 35   | Malaysia Abdul Bahar-ud-Din Rahum Daud Ibrahim Saad Fadzil Omar Haji Saad                      | 2:46:51,6 h |

## Weblink
- Ergebnisse